# Baywatch Nights
Baywatch Nights (conocida en España como Los vigilantes de la noche y en Latinoamérica como Las noches de Baywatch) es una serie de televisión policíaca, acción y ciencia ficción, emitida en Estados Unidos entre 1995 hasta 1997. Creada por Douglas Schwartz, David Hasselhoff y Gregory J. Bonann, la serie es un spin-off de la popular serie de televisión Baywatch (Los vigilantes de la playa en España, y Guardianes de la bahía en América Latina).

## Sinopsis
En la primera temporada, la idea original de la trama se centraba en el sargento Garner Ellerbee (Gregory Alan Williams), que era oficial de policía residente en Baywatch desde el comienzo de la serie. Tras sufrir una crisis de mediana edad, decide dejar su trabajo como oficial de policía, y formar una agencia de detectives. Mitch Buchannon (David Hasselhoff), su amigo de Baywatch, se une al proyecto para ayudarle, junto con otra detective llamada Ryan McBride (Angie Harmon). El cantante Lou Rawls, quien interpretó la canción de la serie original, interpreta el tema "After the Sun Goes Down" en esta serie. A mitad de la primera temporada, se suman a la serie dos nuevos miembros más (Eddie Cibrian y Donna D'Errico).
En la segunda temporada, debido a que los niveles de audiencia no fueron tan buenos como los de la serie original, los productores decidieron abandonar las tramas policiales y sustituirlas por el terror y la ciencia ficción (con unas tramas y situaciones que recordaban mucho a The X-Files). El actor Gregory Alan Williams abandonó la serie y fue reemplazado por el actor Dorian Gregory en el papel de Diamont Teague, un investigador paranormal. El nuevo formato no ayudó a la serie y fue cancelada al terminar la segunda temporada. El personaje de Donna Marco fue trasladado a la serie Baywatch original.

## Reparto
- David Hasselhoff como Mitch Buchannon.
- Gregory Alan Williams como Garner Ellerbee (temporada 1).
- Angie Harmon como Ryan McBride.
- Lisa Stahl como Destiny Desimone (episodios 1 al 10).
- Lou Rawls como Lou Raymond (temporada 1).
- Eddie Cibrian como Griff Walker (episodios 11 al 44).
- Donna D'Errico como Donna Marco (episodios 11 al 44).
- Dorian Gregory como Diamont Teague (temporada 2).

### Cameos deBaywatch
- Billy Warlock como Eddie Kramer (episodio 14).
- Yasmine Bleeth como Caroline Holden (episodio 16).
- Alexandra Paul como Stephanie Holden (episodio 41).
- Michael Newman como Mike "Newmie" Newman (episodios 14, 16 y 30).

## Emisión en España
En España la serie fue titulada como Los vigilantes de la noche y fue emitida en el canal privado Antena 3 Televisión en el año 1996, a altas horas de la madrugada.